# Avenging Angelo
Avenging Angelo (conocido en España y Latinoamérica como Ángel Vengador o El Protector) es una película estadounidense de 2002 dirigida por Martyn Burke y protagonizada por Sylvester Stallone, Madeleine Stowe y Anthony Quinn en su última aparición en cine. Fue filmada en Hamilton, Canadá y en Castellammare del Golfo, Sicilia.

## Sinopsis
Jennifer desconoce que es la hija de un poderoso capo de la mafia, Angelo Allighieri. Cuando Angelo es asesinado, Frankie, su guardaespaldas, debe proteger a Jennifer de los enemigos de su padre.

## Reparto
| Actor/Actriz       | Rol                          |
| ------------------ | ---------------------------- |
| Sylvester Stallone | Frankie Delano               |
| Madeleine Stowe    | Jennifer Allieghieri Barrett |
| Anthony Quinn      | Angelo Allieghieri           |
| Raoul Bova         | Marcello/Gianni Carboni      |
| Harry Van Gorkum   | Kip Barrett                  |
| Billy Gardell      | Bruno                        |
| George Touliatos   | Lucio Malatesta              |